# Hans Kühne

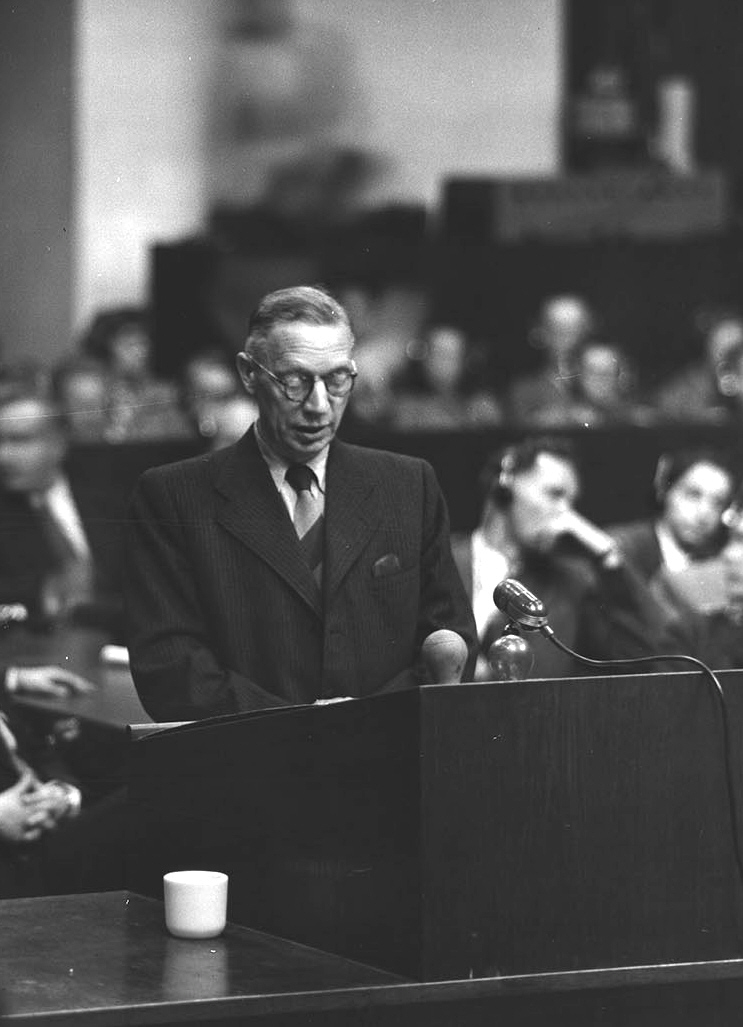
Kühne 1948 in Nürnberg

Hans Kühne (* 3. Juni 1880 in Magdeburg; † 18. Februar 1969 in Lindau) war deutscher Chemiker im Vorstand der I.G. Farben und Angeklagter während der Nürnberger Prozesse. 

## Leben
Nach dem Schulbesuch in Magdeburg absolvierte er eine Ausbildung zum Apotheker und studierte ab 1903 Chemie. Nach dem 1906 erfolgten Studienabschluss war er zunächst bei der Chemischen Fabrik Marienhütte in Langelsheim, dann bei der Chemischen Industrie AG Gelsenkirchen-Schalke und schließlich bei der Chemischen Fabrik W. Feld in Höhningen angestellt. Während des Ersten Weltkrieges war Kühne 1915 an der Westfront als Soldat eingesetzt. Kühne, verheiratet und Vater von vier Kindern, war ab 1916 bei Bayer Leverkusen beschäftigt. Er war dort an der Entwicklung des „Müller-Kühne-Verfahrens“ zur Herstellung von Schwefelsäure beteiligt. Er wurde bei Bayer 1921 zum stellvertretenden Direktor berufen, leitete die „Anorganische Abteilung“ und war dort ab 1923 stellvertretendes Vorstandsmitglied. 
Bei der I.G. Farben wurde Kühne 1926 ordentliches Vorstandsmitglied des Arbeitsausschusses und war Mitglied im Technischen sowie Chemikalien-Ausschusses. Ab 1933 leitete er das Bayerwerk in Leverkusen bis zu seinem Ruhestand 1945. Zum 1. April 1933 war er der NSDAP beigetreten (Mitgliedsnummer 1.708.071). In der Wirtschaftsgruppe Chemie übernahm er 1938 den Vorsitz des Südost-Ausschusses sowie im selben Jahr die Betriebsleitung der Pulverfabrik Skodawerke-Wetzler in Wien (ab 1939 Donau Chemie AG). Zudem war er Mitglied im Aufsichtsrat verschiedener übernommener Unternehmen in den durch Deutschland besetzten Gebieten. 
Nach Kriegsende wurde Kühne 1947 von der US-Army festgenommen und während der Nürnberger Prozesse im I.G.-Farben-Prozess mit 22 weiteren Beschuldigten angeklagt. Am 30. Juli 1948 wurde Kühne mit zehn weiteren Angeklagten aufgrund der Beweislage freigesprochen. 
Die Universität zu Köln hatte Kühne bereits 1938 zum Ehrensenator ernannt. Noch 1955 verlieh ihm die soeben erst gegründete Mathematisch-Naturwissenschaftliche Fakultät der Kölner Hochschule den ersten überhaupt von ihr vergebenen Ehrendoktortitel.
Kühne, der nach seiner Freilassung durch Ulrich Haberland eine Beschäftigung bei Bayer Elberfeld fand, verstarb Mitte Februar 1969.